# 吉本ひかる
吉本 ひかる（よしもと ひかる、1999年2月25日 - ）は、滋賀県高島市出身の、日本の女子プロゴルファーである。所属はマイナビ。

## 経歴・人物
滋賀短期大学附属高等学校卒業。
9歳からゴルフを始める。中学生時代に「IMGアカデミー世界ジュニアゴルフ選手権」女子13～14歳の部に2年連続日本代表として出場（2012年、2013年）。
2013年フジサンケイレディスクラシックにおいてLPGAツアー初出場（予選落ち）。
2015年12月より中島敏雅に師事。2016年にステップ・アップ・ツアー「ルートインカップ上田丸子グランヴィリオレディース」に出場、アマチュアとしては史上4人目となる優勝を果たす。
2017年LPGA最終プロテストに進出し7位で合格、LPGA89期生となる。同年10月の「日台交流うどん県レディースゴルフトーナメント」においてプロとしてステップ・アップ・ツアー初優勝。
2019年は前年のファイナルクォリファイングトーナメント21位の資格でLPGAツアー前半戦に参戦、その後「第1回リランキング」4位、「第2回リランキング」5位と年間を通して出場資格を得た。最終的に年間獲得賞金ランキング28位で自身初のシード入りを果たす。
2023年「明治安田生命レディス ヨコハマタイヤゴルフトーナメント」にて最終日最終組でプレーし、単独首位でスタートするが後続を突き放すことが出来ず、18ホールを終わった段階でささきしょうこと-19アンダーで並んで2人のプレーオフにもつれ込み、プレイオフ2ホール目でバーディーを奪って悲願のプロツアー初優勝（黄金世代12人目）を飾った。

## 備考
実姉もティーチングプロ資格を持つゴルファーで、妹であるひかるの試合にはキャディにつくこともある。ひかるは4姉妹の次女で、他に妹が2人いる。
プロ野球の北海道日本ハムファイターズ捕手の清水優心は義兄（姉の夫）に当たる。

## トーナメント優勝

### ツアー優勝

#### JLPGAツアー（1）
| No. | Date                | Tournament                                            | スコア                 | 2位との差  | 2位（タイ）    |
| --- | ------------------- | ----------------------------------------------------- | ---------------------- | ---------- | -------------- |
| 1   | 2022年3月9日 - 12日 | 明治安田生命レディス ヨコハマタイヤゴルフトーナメント | −19（69-66-65-69=269） | プレーオフ | ささきしょうこ |